# Edda Ceccoli
Edda Ceccoli (ur. 26 czerwca 1947) – polityk z San Marino, pełniąca urząd kapitana-regenta republiki od 1 października 1991 do 1 kwietnia 1992 (obok Marina Riccardiego). Ponownie wybrana na ten urząd w 1998. Wcześniej, w 1984, pełniła urząd Capitano del Giunte regionu Faetano. Reprezentuje Chrześcijańsko-Demokratyczną Partię San Marino.